# 黑河谷國家公園
黑河谷國家公園（英語：Black River Gorges National Park）是非洲島國毛里裘斯的國家公園 ，位於該國西南部，佔地67.54平方公里，成立於1994年6月15日。
該公園包括了該島絕大多數的熱帶雨林。包括毛里裘斯隼、粉鴿、迴聲鸚鵡、毛里裘斯鵑鵙、毛里裘斯艷織雀等，該島嶼的所有土著鳥類於此公園內均有種群繁育。